# Ḥusayn Kāmil
Sulṭān Ḥusayn Kāmil, in arabo السلطان حسين كامل‎?, al-Sulṭān Ḥusayn Kāmil, o, più estesamente, Ḥusayn Kāmil b. Ismāʿīl b. Ibrāhīm b. Muḥammad ʿAlī Pascià (Il Cairo, 21 novembre 1853 – 9 ottobre 1917), fu sultano d'Egitto e del Sudan dal 19 dicembre 1914 al 9 ottobre 1917, durante l'occupazione britannica che si sviluppò dal 1882 al 1922.

## Biografia
Ḥusayn Kāmil fu il secondo figlio del chedivè Ismāʿīl Pascià, che aveva governato l'Egitto e il Sudan dal 1863 al 1879.
Ḥusayn Kāmil - che era stato presidente dell'Assemblea Legislativa nel 1909 - diventò sultano d'Egitto e Sudan nel 1914, dopo la deposizione del nipote, il chedivè ʿAbbās Ḥilmi da parte della Gran Bretagna. Il chedivè al momento dell'accaduto si trovava a Istanbul e la Gran Bretagna ne approfittò per dichiarare che egli aveva «fatto causa comune col nemico di Sua Maestà».
Il rappresentante britannico assunse così le funzioni di Alto Commissario.

L'Egitto fu dichiarato in quell'occasione Protettorato britannico, in concomitanza non casuale con l'inizio della prima guerra mondiale.
Ciò mise fine al controllo nominale dell'Egitto e del Sudan da parte dell'Impero ottomano, che risaliva al primo chedivè Muḥammad ʿAli, ovvero Mehmet Ali.
Il regno di Ḥusayn Kāmil fu del tutto incolore, piegato come il sultano alla volontà di Londra. Quando egli improvvisamente morì nel 1917 e fu inumato nella moschea di al-Rifāʿī al Cairo, si aprì un problema di successione, dal momento che il figlio, Kamāl ad-Dīn, era un uomo di cui non si conoscevano gli orientamenti politici ma della cui pochezza intellettuale si aveva certezza, tanto da farlo giudicare unanimemente inadatto al ruolo che comunque avrebbe dovuto svolgere.
Gli fu allora preferito lo zio, fratello del defunto sovrano, Aḥmad Fuʾād. Egli divenne così il nuovo sultano col nome di Fuʾād I.

## Albero genealogico
|                |   |                | Genitori |  |  | Nonni |  |  | Bisnonni   |  |  | Trisnonni    |  |
|                |   |                |          |  |  |       |  |  | Mehmet Ali |  |  | Ibrahim Agha |  |
|                |   |                |          |  |  |       |  |  | Mehmet Ali |  |  | Ibrahim Agha |  |
|                |   | Zeynep         |          |  |  |       |  |  | Mehmet Ali |  |  |              |  |
| Ibrāhīm Pascià |   |                |          |  |  |       |  |  | Mehmet Ali |  |  |              |  |
|                |   | Amina Nosratli | …        |  |  |       |  |  |            |  |  |              |  |
|                |   | Amina Nosratli | …        |  |  |       |  |  |            |  |  |              |  |
|                |   | Amina Nosratli | …        |  |  |       |  |  |            |  |  |              |  |
| Isma'il Pascià |   | Amina Nosratli |          |  |  |       |  |  |            |  |  |              |  |
|                |   | …              | …        |  |  |       |  |  |            |  |  |              |  |
|                |   | …              | …        |  |  |       |  |  |            |  |  |              |  |
|                |   | …              | …        |  |  |       |  |  |            |  |  |              |  |
| Hoshiar Walda  |   | …              |          |  |  |       |  |  |            |  |  |              |  |
|                |   | …              | …        |  |  |       |  |  |            |  |  |              |  |
|                |   | …              | …        |  |  |       |  |  |            |  |  |              |  |
|                |   | …              | …        |  |  |       |  |  |            |  |  |              |  |
| Husayn Kamil   |   | …              |          |  |  |       |  |  |            |  |  |              |  |
|                | … | …              |          |  |  |       |  |  |            |  |  |              |  |
|                | … | …              |          |  |  |       |  |  |            |  |  |              |  |
|                | … | …              |          |  |  |       |  |  |            |  |  |              |  |
| …              | … |                |          |  |  |       |  |  |            |  |  |              |  |
|                |   | …              | …        |  |  |       |  |  |            |  |  |              |  |
|                |   | …              | …        |  |  |       |  |  |            |  |  |              |  |
|                |   | …              | …        |  |  |       |  |  |            |  |  |              |  |
| …              |   | …              |          |  |  |       |  |  |            |  |  |              |  |
|                |   | …              | …        |  |  |       |  |  |            |  |  |              |  |
|                |   | …              | …        |  |  |       |  |  |            |  |  |              |  |
|                |   | …              | …        |  |  |       |  |  |            |  |  |              |  |
| …              |   | …              |          |  |  |       |  |  |            |  |  |              |  |
|                |   | …              | …        |  |  |       |  |  |            |  |  |              |  |
|                |   | …              | …        |  |  |       |  |  |            |  |  |              |  |
|                |   | …              | …        |  |  |       |  |  |            |  |  |              |  |
|                |   | …              |          |  |  |       |  |  |            |  |  |              |  |